# Лопатичский сельсовет (Славгородский район)
Лопа́тичский сельсовет (бел. Лапа́ціцкі сельсавет) — административно-территориальная единица на территории Славгородского района Могилёвской области Беларуси. Административный центр — агрогородок Лопатичи.

## Состав
Лопатичский сельсовет включает 14 населённых пунктов:
- Азаричи — деревня.
- Железинка — деревня.
- Иванищевичи — деревня.
- Лесная — агрогородок.
- Лопатичи — агрогородок.
- Машецкая Слобода — деревня.
- Потеряевка — деревня.
- Рабовичи — деревня.
- Узгорск — деревня.
- Улуки — деревня.
- Устанное — деревня.
- Хворостяны — деревня.
- Хоронево — деревня.
- Чиковка — деревня.